# 白皮书
白皮書（英語：White Paper）通常指具有权威性的报告書或指导性文本作品，用以阐述、解决或决策。白皮书在政府和B2G市场中都有应用。

## 政府的白皮书
是政府就某一重要政策或提议而正式发表的官方报告书，起源于英國政府。最知名的早期白皮书範例是1922年的邱吉尔白皮书。
因为报告书的封面是白色，所以被称为白皮书。一国政府或议会正式发表的以白色封面装帧的重要文件或报告书的别称。“某皮书”最早源于政府部门对某个专门问题的特定报告，通常这种报告在印刷时不作任何装饰，封面也是白纸黑字，所以称为“白皮书”。
各国的文件分别有其惯用的颜色，封面用白色，就叫白皮书，如1949年8月美国发表的《美國与中国的关系的声明》为白皮书；封面用蓝色，叫蓝皮书（如英国）；用红色，叫红皮书（如西班牙）；用黄色，叫黄皮书（如法国）；用绿色，叫绿皮书（如意大利）等。使用白皮书和蓝皮书的国家最多，特别是白皮书已经成为國際上公认的正式官方文书。白皮书被视为政府对国民正式发布讯息、资料和政策的一种手段。在大英國協国家或曾被英国统治的地方，白皮书是政府重要政策落实前的最后公布文书。